# 王兴镇
王兴镇，是中华人民共和国江苏省淮安市淮阴区下辖的一个乡镇级行政单位。2018年7月撤消，并入淮高镇。

## 行政区划
王兴镇下辖以下地区：
王兴社区、开庄村、高荡村、沿河村、新兴村、安庄村、桃田村、长兴村、肖荡村、团结村、两淮村和练湖村。